# Devica (ozvezdje)
Devica (latinsko Virgo, znak , Unicode ♍) je ozvezdje živalskega kroga in drugo največje od 88 sodobnih ozvezdij, ki jih je priznala Mednarodna astronomska zveza. Bilo je tudi eno od Ptolemejevih 48 ozvezdij.

## Znana nebesna telesa v ozvezdju

### Zvezde
- Spika (α Vir) [Virginis, Azimeh, Alarf].
- Zavidžava (β Vir) [Zavidža, Zavijah, Alaraf].
- Porima (γ Vir) [Arih].
- Auva (δ Vir) (Al Ava, Minelauva]
- Vindemijatriks (ε Vir) [Vindemiator, Almuredin, Alaraf, Provindemiator, Protrigetriks, Protrigetor].
- Heze (ζ Vir).
- Zavija (η Vir) [Zaniah, Virginis].
- θ Vir.
- Sirma (ι Vir).
- κ Vir.
- Kambalia (λ Vir).
- Ridžl al Ava (μ Vir).
- φ Vir [Virginis].
- 70 Vir, planet b.
- HD 102195, planet b.
- HD 106252, planet b.
- HD 107148, planet b.
- HD 114783, planet b.
- HD 125612, planet b.
- HD 130322, planet b.
- PSR 1257+12, milisekundni pulzar, planeti A, B, C in D.

Koordinati:  13h 00m 00s, +00° 00′ 00″